# Hāna Highway

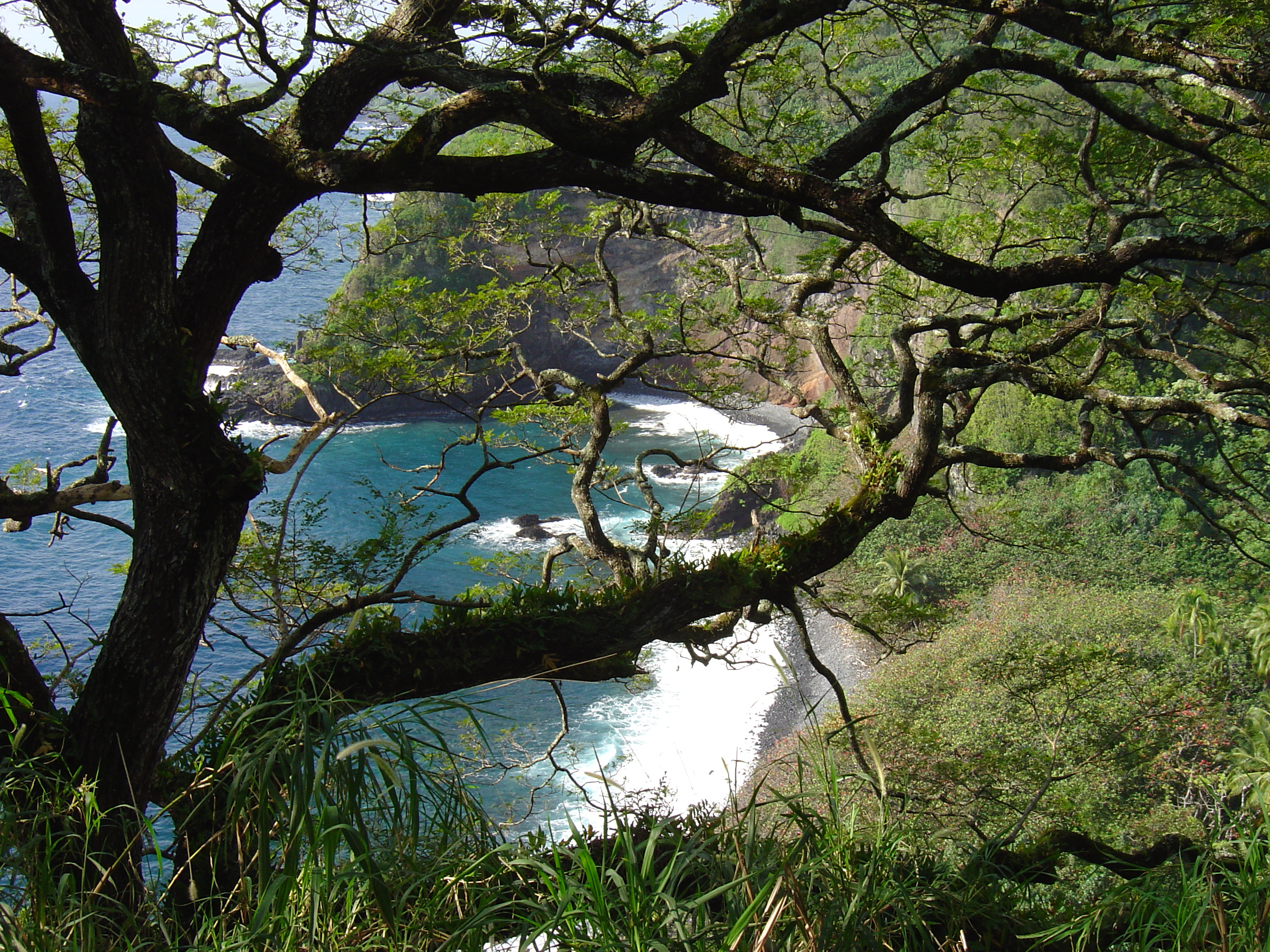
Exemple de paysage le long de la route menant à Hāna

La Hāna Highway est le nom donné au circuit de 109 kilomètres (ou 68 miles) composé des routes Highways 36 et 360, reliant le centre de Kahului à la ville de Hāna, sur l'île de Maui dans l'archipel d'Hawaï. Après le pont de Capela, le tronçon formé par la route Highway 31, en direction de la ville de Kipaluhu, est non officiellement considéré comme faisant partie de la Hāna Highway. Malgré une distance reliant les villes de Hāna et Kahului de seulement 84 kilomètres (ou 52 miles), le voyage peut prendre plus de trois heures, du fait de la route étroite et sinueuse, ses 59 ponts, dont ses 46 ponts à une voie provoquant fréquemment de courts embouteillages lorsque deux véhicules s'engagent de front. On compte environ 620 virages, sur la route Highway 360, de l'est de Kahului à Hāna, qui traversent une dense forêt tropicale. Nombre des ponts d'acier et de béton datent des années 1910, et tous les ponts du circuit excepté un sont encore en usage. Ce dernier, abîmé par l'érosion, a été accouplé d'un pont Bailey bâti par le corps du génie de l'armée des États-Unis, et des panneaux avertissent les piétons d'un possible effondrement du pont hors d'usage. 
La Hāna Hignway est classée au Registre national des sites historiques des États-Unis.

## Tourisme

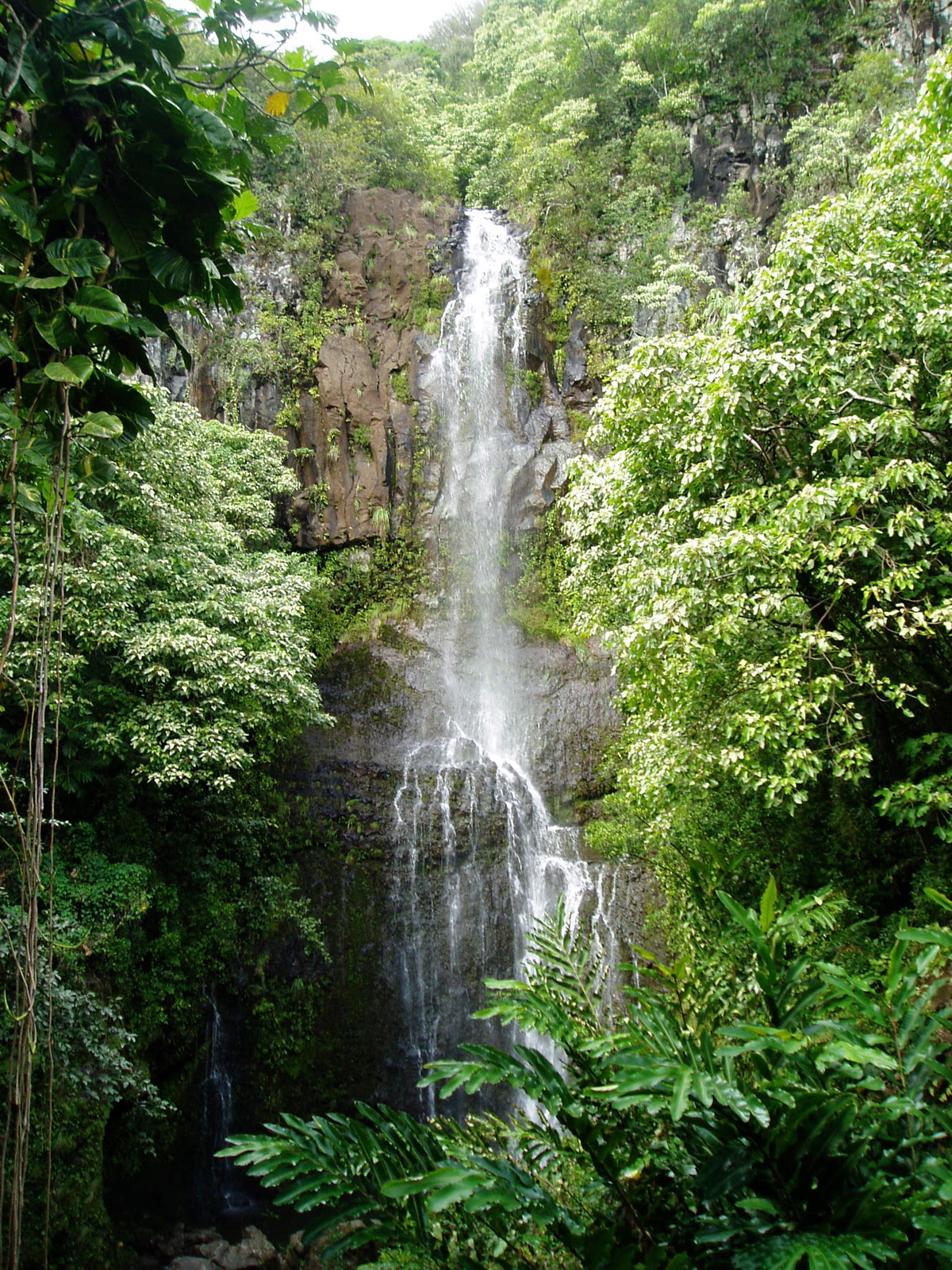
Une des nombreuses cascades visible de la route

La Hāna Highway est un site touristique populaire de Maui. Nombreux sont les guides de voyage qui vantent l'intérêt d'emprunter la route pour se rendre sur la côte Est de Maui, de par les nombreuses cascades et autres attractions touristiques qui jalonnent son parcours. Certaines d'entre elles, parce que se trouvant à l'intérieur de propriété privée, sont moins facile d'accès. Il n'est pas rare de voir des panneaux d'interdiction ou informant les visiteurs que l'attraction n'existe plus pour décourager les touristes. Certains guides recensent tous les lieux interdits ou difficiles d'accès, et décrivent comment passer outre aux barbelés, portes fermées et autres obstacles pour se rendre au dit lieu.

## Routes composant Hāna Highway
- Hawaii State Highway 36 de Kahului à Haiku-Pauwela
- Hawaii State Highway 360 de Haiku-Pauwela à Hāna
- Hawaii State Highway 31 de Hāna à Kalepa Gulch

## Routes traversant Hāna Highway
- Hawaii State Highway 32 à Kahului
- Hawaii State Highway 380 à Kahului
- Hawaii State Highway 37 à Kahului